# Mundo espejo (novela)
Mundo espejo, cuyo título original en inglés es Pattern Recognition, es una novela de ciencia ficción escrita por William Gibson y publicada en 2003. Situada en agosto y septiembre de 2002, la novela cuenta la historia de Cayce Pollard, una consultora de mercado de 32 años que es contratada para descubrir el origen de una serie de videoclips subidos anónimamente a la Internet sin una frecuencia fija.
El tema central de la novela es un examen de la necesidad de detectar patrones o significados y los riesgos de encontrar patrones en datos sin sentido. Otros temas incluyen métodos de interpretación de la historia, familiaridad cultural con las marcas, y tensiones entre el arte y la comercialización.
- Datos: Q2295976